# Impatiens maackii
Impatiens maackii är en balsaminväxtart som beskrevs av William Jackson Hooker och Vladimir Leontjevitj Komarov. Impatiens maackii ingår i släktet balsaminer, och familjen balsaminväxter. Inga underarter finns listade i Catalogue of Life.